# Папа Јован IV
Папа Јован IV (лат. Ioannes Quartus; 12. октобар 642) био је 72. папа од 24. децембра 640. до 12. октобра 642.